# Surinams herrlandslag i fotboll
Surinams herrlandslag i fotboll representerar Surinam i fotboll. Laget spelade första matchen den 23 juli 1934 som Nederländska Guyana, då man bortaslog Curaçao med 3-1.

## Historik
Laget spelade under namnet Nederländska Guyana fram till dess att Nederländska Guyana blev självständigt från Kungariket Nederländerna den 25 november 1975.
Surinams fotbollsförbund (SVB) bildades 1920 och blev medlem av Fifa 1929 och Concacaf 1965.

### Världsmästerskapet i fotboll
- 1930 - Deltog ej
- 1934 - Deltog ej
- 1938 - Drog sig ur
- 1950 - Deltog ej
- 1958 - Deltog ej
- 1962 till 1986 - Kvalade inte in
- 1990 - Deltog ej
- 1994 till 2006 - Kvalade inte in

I kvalet till VM i Tyskland 2006 åkte man ut i första omgången efter oavgjort och förlust mot Guatemala.
| - 1941 till 1957 - Deltog ej - 1960 - 4:e plats - 1961 - Deltog ej - 1963 till 1969 - Deltog ej - 1971 - Kvalade inte in - 1973 - Deltog ej - 1977 - 6:e plats (sist) - 1981 - Kvalade inte in - 1985 - Första omgången - 1989 - Deltog ej - 1991 - Kvalade inte in - 1993 - Deltog ej - 1996 - Kvalade inte in - 1998 - Deltog ej - 2000 - Kvalade inte in - 2002 - Kvalade inte in - 2003 - Drog sig ur - 2005 - Kvalade inte in - 2007 - Kvalade inte in - 2009 - Kvalade inte in - 2011 - Kvalade inte in - 2013 - Kvalade inte in - 2015 - Kvalade inte in | - 1989 - Deltog ej - 1990 - Kvalade inte in - 1991 - Kvalade inte in - 1992 - Första omgången - 1993 - Deltog ej - 1994 - 4:e plats - 1995 - Kvalade inte in - 1996 - 4:e plats - 1997 - Deltog ej - 1998 - Kvalade inte in - 1999 - Kvalade inte in - 2001 - Första omgången - 2005-2014 - Kvalade inte in |